# Ниикаппу (посёлок)
Ниикаппу (яп. 新冠町 Ниикаппу-тё:) — посёлок в Японии, находящийся в уезде Ниикаппу округа Хидака губернаторства Хоккайдо. Площадь посёлка составляет 585,88 км², население — 5740 человек (30 июня 2014), плотность населения — 9,80 чел./км².

## Географическое положение
Посёлок расположен на острове Хоккайдо в губернаторстве Хоккайдо. С ним граничат город Обихиро, посёлки Биратори, Хидака, Синхидака и село Накасацунай.

## Население
Население посёлка составляет 5740 человек (30 июня 2014), а плотность — 9,80 чел./км². Изменение численности населения с 1980 по 2005 годы:
| 1980 | 7634 чел. |  |
| 1985 | 7277 чел. |  |
| 1990 | 6947 чел. |  |
| 1995 | 6478 чел. |  |
| 2000 | 6204 чел. |  |
| 2005 | 6034 чел. |  |

## Символика
Деревом посёлка считается Cercidiphyllum japonicum, цветком — рододендрон.